# Evangelina Alciati
Evangelina Gemma Alciati (Torino, 21 agosto 1883 – Torino, 2 gennaio 1959) è stata una pittrice italiana.

## Biografia
Evangelina Alciati nacque a Torino il 21 agosto 1883 da Francesco, ingegnere, e da Caterina Silvia Aschieri. Ancora bambina restò orfana di padre e frequentò la scuola normale pareggiata "Domenico Berti", dove ebbe compagna di classe Carola Prosperi. Non concluse gli studi per iscriversi, all'Accademia Albertina, dove fu allieva di Giacomo Grosso e dove si diplomò. Fu la prima donna a frequentare l'Accademia, dove conobbe Pietro Anacleto Boccalatte (1885-1970), anch'egli pittore, col quale convisse per diversi anni e da cui nel 1907 ebbe il figlio Gabriele.
Dopo un lungo soggiorno a Parigi, dove poté frequentare l'ambiente artistico assai vivace e internazionale della capitale francese, nel 1907 rientrò a Torino e partecipò alle esposizioni della Società Promotrice delle Belle Arti. Nel 1912, con l'amica Emma Ciardi presentò con successo alcuni ritratti all'Esposizione Internazionale di Venezia. Sue opere sono acquistate dal Museo Civico di Torino, la cui commissione era composta fra gli altri da Grosso, dal Ceragioli, dal Thovez, dal Canonica, che propongono di acquistare per le collezioni civiche il Ritratto di bambina.
Nel 1914 ella partecipò alla mostra della "Probitas", associazione di artisti nata da personalità staccatesi dalla Secessione, come Sartorio, Dall'Oca Bianca, Balla e altri. Allora della Alciati risulta anche una residenza romana, in via Villa Patrizi 12. Il Re acquistò per 700 lire Maternità. Da allora varie volte la Alciati partecipò a importanti esposizioni romane e frequente fu l'acquisto di sue opere da parte di istituzioni romane.
Ugo Ojetti, allora all'apice della fama come studioso e critico d'arte, le commissionò per un'alta somma i ritratti proprio e della moglie offrendole ospitalità nella sua villa fiorentina. Nel 1919 la Alciati partecipò alla Promotrice torinese con Ritratto d'uomo, considerato unanimemente dai critici una delle poche novità in un paesaggio artistico abbastanza piatto. Il Ministero della Pubblica Istruzione le offrì 4 000 lire per l'acquisto: da allora l'opera è alla Galleria d'Arte Moderna di Torino. A trentacinque anni era pienamente affermata, un punto di riferimento, una "abbadessa" come venne definita da Ferruccio Ferrazzi, con il quale la pittrice intrattenne un carteggio fra il 1917 e il 1921. Un'altra personalità del mondo intellettuale femminile dell'epoca, Emilia Cardona, in un articolo su Il Regno del 1925, la descrive come appassionata di letteratura, amante della musica che ascolta dal loggione del teatro, fra il pubblico ordinario, generosa, troppo severa con se stessa e le proprie opere. È ormai illustre nel mondo artistico, è quasi sconosciuta negli avvenimenti mondani che ella evita. Anche artisti che ora sono indicati come innovatori dell'arte torinese, come Felice Casorati, Annibale Rigotti, Alberto Sartoris, Mario Sobrero la invitano a partecipare alle mostre da loro organizzate. Emilio Zanzi ammira i suoi pastelli e i suoi fiori che ben si distinguono dalle tante «pittrici fioraie» e ben superiore al livello medio «dell'arte gracile, salottiera e anacronistica del pastello».
Nel 1938 il figlio Gabriele morì nel corso di un'escursione sul Monte Bianco. La Alciati da allora progressivamente si chiuse in un mondo privato: molti i ritratti, moltissimi gli interni di casa e i fiori, soprattutto in vaso o recisi. Durante la guerra sfollò a Montà, paese nel cui piccolo orizzonte e nelle cui figure tratte dal mondo agricolo ella cerca rifugio. Se ne ha chiaro indizio nei dipinti dell'epoca. Dopo la guerra tornò nell'abitazione di via Santa Giulia 63 a Torino, vicino al Po e di fronte alla collina, che progressivamente diventano soggetti insistiti della sua opera. Continuò anche l'attività espositiva in gallerie anche di alto livello, ma la critica la ritiene autrice «un tempo celebrata» ma ormai fuori moda in un'epoca artistica in profondo rinnovamento: «fedele alla propria maniera, a quel suo naturalismo pacato, in una gamma di tinte chiare e un poco agrette, che vagamente, in qualche momento, potrebbero far pensare allo Spadini».
Dopo breve malattia morì il 2 gennaio 1959 nella sua abitazione torinese. Venne cremata e sepolta a Courmayeur accanto al figlio Gabriele. La sua opera continua ad essere esposta in collettive, in gallerie pubbliche e private. Nel 2014 viene realizzato un film sulla vita dell'artista sotto la regia di Vanni Vallino e interpretato da Pamela Villoresi. Nel 2015 le viene dedicata una mostra monografica all'Accademia Albertina.